# Celine Van Gestel
Celine Van Gestel (ur. 7 listopada 1997) – belgijska siatkarka, reprezentantka Belgii, grająca na pozycji przyjmującej. 
Po sezonie 2023/2024 postanowiła zakończyć siatkarską karierę i zostać dietetykiem dziecięcym.
Jej chłopak Florian Malisse, również zawodowo gra w siatkówkę.

## Sukcesy klubowe
Superpuchar Belgii:
- 2012, 2014, 2016, 2017, 2018

Mistrzostwo Belgii:
- 2014, 2015, 2016, 2017, 2018, 2019
- 2013

Puchar Belgii:
- 2014, 2015, 2016, 2017, 2018